# АС 23 (Софія)
Атлетік Слава 23 (болг. Офицерски спортенъ клубъ Атлетикъ-Слава 23) — колишній болгарський футбольний клуб із Софії, що існував у 1923—1944 роках. Домашні матчі приймав на стадіоні «АС 23», місткістю 15 000 глядачів.

## Досягнення
- Чемпіонат Болгарії
  - Чемпіон: 1931
- Кубок Болгарії
  - Володар: 1935, 1940